# Pancir-M
Pancir-M je ruský námořní hybridní systém blízké obrany, který kombinuje raketovou a hlavňovou výzbroj. Jedná se o navalizovanou verzi pozemního systému Pancir-S1. Pancir-M byl zaveden do služby v roce 2018. Ve službě má nahradit starší systémy blízké obrany 3K87 Kortik.

## Popis
Systém je vyzbrojen osmi raketami země-vzduch 57E6 nebo Hermes-K s dosahem až 20 km a dvěma 30mm rotačními kanóny GSh-6-30K s dostřelem 5 km. Pancir-M je plně automatický a je vybaven identifikačním systémem vlastní–cizí. Dokáže zničit nízkoletící protilodní střely, které letí výše než 2 m nad hladinou moře.

## Varianty
- Pancir-M - označení pro verzi určenou pro Námořnictvo Ruské federace
- Pancir-ME - označení pro exportní verzi